# Plan fédéral d'infrastructure de transport 2030
Le Plan fédéral d'infrastructure de transport 2030 (Bundesverkehrswegeplan 2030 ou BVWP 2030), dévoilé en mars 2016, est la dernière version du plan fédéral d'infrastructure de transport. C’est le nouveau plan pour améliorer et développer les transports terrestres sur le territoire national en Allemagne, sous l’autorité du gouvernement fédéral.

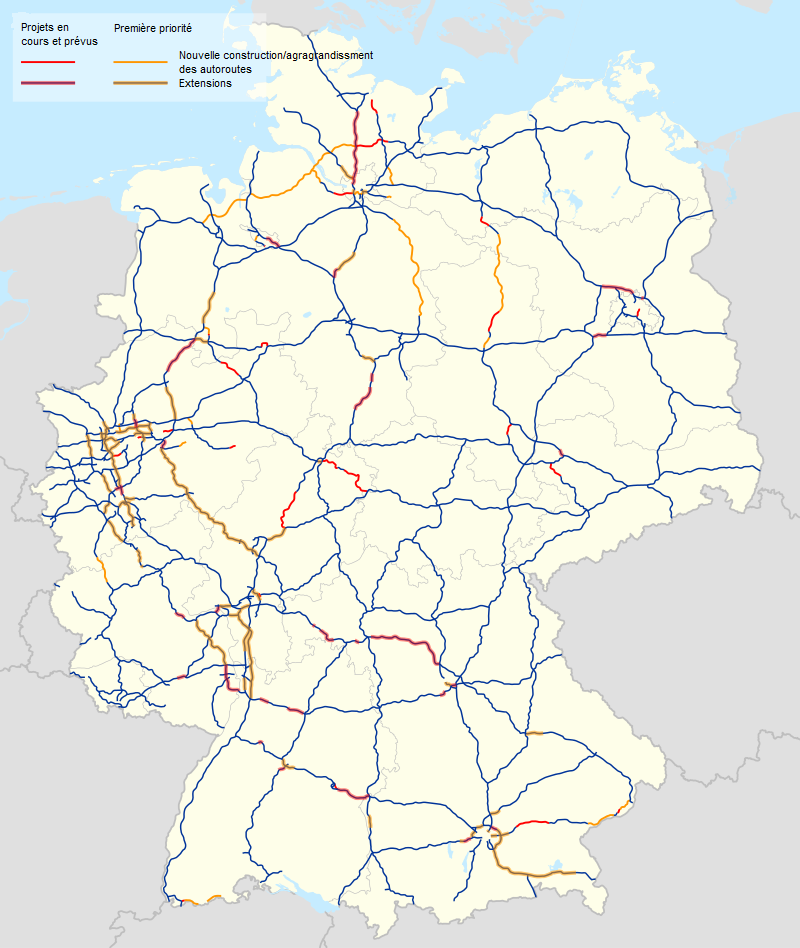
Plan d'infrastructure de transport fédéral 2030, autoroutes

Il s’agit d’un plan qui préconise la réalisation d’environ 1 000 projets dans toute l’Allemagne à l’horizon 2030.
Les priorités du plan se focalisent sur la rénovation des infrastructures des transports terrestres existantes (route, rail et voies navigables), puis sur la construction de nouveaux équipements, conformément aux considérations environnementales. Aussi, le plan envisage d’abord de désengorger les infrastructures et les corridors de transports surchargés.
L’enveloppe budgétaire totale du plan BVWP 2030 est de 264,5 milliards d’euros, dont 226.7 milliards d’euros doivent être dépensés d’ici à 2030 : les 37,8 milliards d’euros restants seront alloués à des projets entamés vers la fin du plan et complétés après 2030.
49,4% du budget global doit être attribué aux infrastructures routières, 41,3% au rail et 9,3% aux voies navigables.
À la suite de consultations publiques au printemps 2016, le BVWP 2030 passera devant le Sénat allemand (Bundesrat) et le Parlement (Bundestag) à partir de la rentrée 2016. Il doit être adopté comme loi en troisième lecture par le Bundestag en janvier 2017.